# Rivo Rakotovao
Dans le nom malgache Rakotovao Rivo, le nom de famille précède le prénom, mais cet article utilise l’ordre habituel en français Rivo Rakotovao, où le prénom précède le nom.
Rivo Rakotovao, né le 25 mai 1960, est un homme d'État malgache, président du Sénat du 12 novembre 2017 au 25 janvier 2021 et président de la république de Madagascar par intérim de septembre 2018 à janvier 2019.

## Biographie

### Président du Sénat
Le 31 octobre 2017, il devient président du Sénat, succédant à Honoré Rakotomanana.

### Président de la République par intérim
Le 7 septembre 2018, le président sortant Hery Rajaonarimampianina démissionne de son poste de chef de l'État pour pouvoir participer à l'élection présidentielle dont le premier tour se tient le 7 novembre suivant,. Rivo Rakotovao devient alors président par intérim, conformément à l'alinéa 2 de la Constitution qui dispose : « Le président de la République en exercice qui se porte candidat aux élections démissionne de son poste soixante jours avant la date du scrutin présidentiel. Dans ce cas, le président du Sénat exerce les attributions présidentielles courantes jusqu'à l'investiture du nouveau président. ».

### Accusations de corruption
Le 14 juin 2022, Rivo Rakotovao a été convoqué par le Bureau indépendant de Lutte Anticorruption, pour une suspicion de corruption, de détournements de fonds publics et d'abus de fonction.